# Keek op de week
Keek op de week was een satirisch televisieprogramma van het duo Kees van Kooten en Wim de Bie. Van Kooten en De Bie bespraken hierin de actualiteiten, meestal met sketches met hun typetjes, waarmee ze zelf ook vaak een gesprek voerden via een scherm, dat in werkelijkheid gewoon een blauwe ruimte (chromakey) was. Ook konden zij zelf op een columnistische manier reageren op het nieuws. Het logo van de mattenklopper van het Simplisties Verbond van Van Kooten en De Bie was nog wel aanwezig, zij het bescheiden op de achtergrond. Het nummer Duke of Iron van saxofonist Sonny Rollins fungeerde als de herkenningsmelodie van het programma.
Het programma werd van 1988 tot 1993 op zondagavond meteen na het NOS achtuurjournaal uitgezonden op Nederland 2  door de VPRO. Ieder seizoen liep van oktober tot april, met vanaf half december een korte winterstop tot in februari (behalve in het eerste seizoen, toen was de winterstop in januari al afgelopen). Op 11 april 1993 was de laatste uitzending. Keek op de Week werd hierna opgevolgd door Krasse Knarren (1993-1994).

## Seizoenen

### 1988-1989
In dit eerste seizoen was de opzet nog vrij simpel. Het scherm werd afgedekt met twee eenvoudige gordijnen en Van Kooten en De Bie presenteerden in kamerjassen. Als achtergronddecor werd de Noordzee gebruikt. Van Kooten en De Bie gaven op columnistische wijze commentaar op het nieuws, en af en toe bespraken ze in de studio het nieuws met iemand anders. Vaste rubrieken waren de interviews en reportages van de "verslaggevers" Harry F. Kriele (Kees van Kooten) en Bulle van Berkel (Wim de Bie). Op het einde van het seizoen namen deze heren de presentatie over, waarna ze uiteindelijk uit de lucht werden gehaald en vervolgens ontslagen.

### 1989-1990
Vanaf dit seizoen kwamen er meer kortere sketches in het programma. Ook was er vanaf dit seizoen een vaste rubriek over de politiek, Kijk op het Rijk. Hierin besprak de nieuwslezer Louc Hobbema (De Bie) het politieke nieuws met een gast, die meestal een door Van Kooten geïmiteerde politicus was. Een andere vaste rubriek was Dirks keek op de week, waarin een door De Bie gespeelde zwerver genaamd Dirk, bijgenaamd de Pens, zijn mening over het nieuws gaf.

### 1990-1991
Vanaf dit seizoen werd het scherm in de studio voor het eerst afgedekt met schuifpanelen. De vaste rubriek over politiek werd nu gepresenteerd door de oud-vakbondsleider Aad van der Naad (een persiflage op Jaap van de Scheur gespeeld door De Bie). In de eerste helft van het seizoen heette deze rubriek Stand van staat, maar na de winterstop sprak men weer van Kijk op het Rijk. Deze rubriek werd twee keer door Wim de Bie zelf gepresenteerd, nadat Van der Naad geschorst was. Een andere regelmatig terugkerende rubriek was Weekspreek, waarin de ethica Mémien Holboog (gespeeld door De Bie) met enkele gasten hun bijzondere gewoontes besprak.

### 1991-1992
In dit seizoen werd de politiek besproken in Graag naar Den Haag, op een weerman-achtige manier gepresenteerd door Karel Timofeeff (een persiflage op Peter Timofeeff). Deze rol werd vertolkt door De Bie, behalve in de 88ste aflevering,  waarin Van Kooten de rol van Timofeeff op zich nam. Tot aan de winterstop gaf Berendien uut Wisp (gespeeld door De Bie, persiflage op Klazien uut Zalk) bijna iedere week advies over kruiden.
In de tweede helft verschenen regelmatig de alternatieve genezers van het herborium te Wisp, evenals dr. Fons de Blok en drs. Hans van Oostrom, beiden in een tuinhuisje werkzaam voor het Piet Vroon-instituut, het wetenschappelijk platform van het Simplisties Verbond. Twee andere bekende types in dit seizoen waren de zusjes Jet en Koosje Veenendaal, gepresenteerd als de heroprichters van Democratisch Socialisten '70.

### 1992-1993
In dit laatste seizoen was het verschil tussen de beide delen voor en na de winterstop zeer groot.

#### Najaar 1992
In het Binnenste Buitenhof besprak Wim de Bie de politiek met een gast. Ook deed De Bie de quiz Kiek op de Week, waarin de kandidaten een vraag bij een foto uit het nieuws moesten beantwoorden. De quizkandidaat Lex kwam het verst van allemaal.

#### Voorjaar 1993
De hele studio werd vernieuwd vanwege alle neo-postmoderne restyling, in de Keeksteek kregen twee gasten de tijd om samen over een stelling te discussiëren, in Keek politiek besprak Gijs van Heukelom (ex-journalist van Het Vrije Volk) de politiek en in Keek archief dook Herman Bongers met de kijkers in de archieven. Ook was er nog een Keekklankast voorgezeten door Rolf Kerstens. Op het einde van het seizoen werd de klankkast ontslagen, evenals de heren Bongers en Van Heukelom. 

## Trivia
In september 2024 is er een wandelroute in de gemeente Gooise Meren, toentertijd Bussum, opgezet. Op verschillende locaties langs deze route werden vroeger TV-opnames gedaan met velerlei typetjes die uitgebeeld werden in de fictieve gemeente Juinen in het programma Keek op de Week.